# LibreCMC
LibreCMC es una distribución de GNU/Linux-libre  para ordenadores con recursos mínimos, como el Ben NanoNote, routers basados en ath9k-Wi-Fi, y cualquier otro hardware que poséa énfasis en software libre. Basado en OpenWrt, el objetivo del proyecto es para apuntar a estar bajo la Directriz de Distribución de Sistema Libres del Proyecto GNU  (GNU FSDG) y asegurar que el proyecto continúe bajo los requisitos de La Fundación de Software Libre (FSF). LibreCMC no apoya el IEEE 802.11ac (Wi-Fi 5) o el IEEE 802.11ax (Wi-Fi 6) debido a una carencia de chipsets libres.
Otro proyecto llamado LibreWRT estuvo listado en el sitio web prism-break.org como una de las alternativas a firmwares propietarios. Inicialmente desarrollado para investigación, LibreWRT estuvo fusionado al proyecto libreCMC en 2015. En 2020, las liberaciones ya no utilizarán nombres en código.

## Historial

### Historial de liberación[9]
| Versión | Código del Nombre | Código Base   | Liberación | Nivel del Parche | Mejoras / Notas |
| ------- | ----------------- | ------------- | ---------- | ---------------- | --- |
| 1.2     | Delusional Dan    |               | 2014       |                  | Primera liberación binaria pública |
| 1.3     | Eleanor elegante  |               | 2015       | 1.3.2            | LibreWRT se fusionó al proyecto, LTS |
| 1.4     | Fred frívolo      | LEDE 17.01    | 2019       | 1.4.9            | La liberación basada en LEDE |
| 1.5     | N/Un              | OpenWRT 19.07 | 2020       | 1.5.0            | ath79 reemplaza a los targets del ar71xx; Sub-Targets diminutos objetivo reemplaza las imágenes de legado antigua. La primera versión construida por encima de hardware Power9 |
| 1.5.0a  | N/Un              |               | 2020       | 1.5.0un          | Se arregló CVE-2020-7982 Se arregló CVE-2020-7248 |
| 1.5.1   | N/Un              |               | 2020       | 1.5.1            | Actualizado al kernel Linux-Libre v4.14.173; Wireguard actualizado a la versión 1.0.20200330; Tor actualizado a la versión 0.4.2.7 para fijar CVE-2020-10592 y los problemas de los scripts del init; Se arregló CVE-2020-8597; Otras soluciones que se escogieron del upstream 19.07.x |
| 1.5.2   | N/Un              |               | 2020       | 1.5.2            | |
| 1.5.3   | N/Un              |               | 2020       | 1.5.3            | Actualizado al kernel Linux-Libre v4.14.199 Wireguard actualizado a la versión 1.0.20200908 Soporte de wolfssl agregado a luci OpenSSL 1.1.1h Mbedtls 2.16.8 Otras soluciones que se escogieron del upstream 19.07.x                                                                    |

## Lista de hardware compatible
LibreCMC es compatible con los dispositivos siguientes:
Melco
- WZR-HP-G300NH
- WHR-HP-G300NH

Netgear
- WNDR3800
  - v1.x

TP-Link
- TL-MR3020
  - v1
- TL-WR741ND
  - v1 - v2,
  - v4.20 - v4.27
- TL-WR841ND
  - v5.x
  - v8.x
  - v9.x
  - v10.x
  - v11.x
  - v12.x
- TL-WR842.º
  - v1
  - v2
- TL-WR1043ND
  - v1.x
  - v2.x
  - v3.x
  - v4.x
  - v5.x

ThinkPenguin
- TPE-NWIFIROUTER2
- TPE-R1100
- TPE-R1200

Qi-Hardware
- Ben Nanonote